# Gastón Lafourcade
Gastón Lafourcade Valdenegro (Angol, 20 de julio de 1935) es un músico clavecinista, organista, pianista y pedagogo chilenomexicano, difusor y divulgador de la música barroca, maestro de música y constructor de clavecines en el estado de Querétaro. Es el padre de la compositora y cantante Natalia Lafourcade.

## Biografía
Hijo de Enrique Lafourcade Miranda y Raquel Valdenegro Leyva, fue hermano menor del escritor Enrique Lafourcade (1927-2019).
Realizó sus estudios de piano y órgano en el Conservatorio Nacional de la Universidad de Chile de Santiago de Chile. En 1962, fue organista titular de la basílica de la Merced y en 1965 en la Iglesia Evangélica Luterana de Ñuñoa. En 1970, fundó y dirigió la Asociación de Organistas y Clavecinistas de Chile.
Después del golpe de Estado de 1973 se exilió en México (país en el que reside desde entonces), donde se ha desempeñado como catedrático de la Universidad Nacional Autónoma de México (UNAM) y maestro de la Facultad de Bellas Artes de la Universidad Autónoma de Querétaro. Realizó estudios en Moscú con los maestros Leonid Roissman y Boris Haykin.
Su hija es la conocida y prolífica cantante Mexicana Natalia Lafourcade.